# Antiga Casa del Comú
L'Antiga Casa del Comú és una obra de Sant Martí d'Albars (Lluçanès) inclosa a l'Inventari del Patrimoni Arquitectònic de Catalunya.

## Descripció
Edifici de planta quadrada sense dependències annexes; està estructurat en planta baixa i dos pisos cobert a dues aigües amb teula àrab. L'exterior està arrebossat de blanc amb els marcs de les finestres, cantoneres i altres espais destacats de maó pintat de gris. A la llinda de la porta de l'entrada hi figura la data de 1736.
La importància de l'habitatge resideix en els seus orígens, cap el 1730, quan es formà el barri de la Blava.